# Christian Tauson (sportsskytte)
 Der er flere personer med dette navn, se Christian Tauson.
Hans Christian Tauson (født 21. februar 1885, død 24. november 1974) var en dansk sportsskytte, der deltog ved Sommer-OL 1912 i 300 m riffel fra tre positioner.
Han var uddannet forstkandidat (cand.silv.) og virkede som godsinspektør på Bækkeskov og Lerchenborg og blev siden statsautoriseret revisor.
Han var gift med balletdanser Agnes Stibolt Hansen fra Det Kongelige Teater.